# لؤي شنكو
لؤي شنكو (بالسويدية: Louay Chanko)‏ (مواليد 29 نوفمبر 1979 في سودرتاليا) هو لاعب كرة قدم سويدي المولد-آشوري سوري يلعب مع نادي سيريانسكا في سوبرتان كلاعب وسط. مثّل منتخب سوريا لكرة القدم.

## الإنجازات
يورغوردن
- الدوري السويدي الممتاز: 2002
- كأس السويد: 2002

مالمو
- الدوري السويدي الممتاز: 2004

## روابط خارجية
- لؤي شنكو على موقع اتحاد السويد (السويدية)
- لؤي شنكو على موقع قاعدة بيانات كرة القدم.إي يو (الإنجليزية)
- لؤي شنكو على موقع ناشيونال فوتبول تيمز (الإنجليزية)
- لؤي شنكو على موقع Soccerway.com (الإنجليزية)
- لؤي شنكو على موقع عالم كرة القدم.نت (الإنجليزية)